# Saim Karakale
Saim Karakale (* 2. Februar 1988 in Istanbul) ist ein türkischer Schauspieler.

## Leben und Karriere
Karakale wurde am 2. Februar 1988 in Istanbul geboren. Er studierte an der Kocaeli Üniversitesi. Sein Debüt gab er 2011 in dem Film Karadedeler Olayı. Anschließend war Karakale 2013 in Su ve Ateş zu sehen. Im selben Jahr wurde er für der Fernsehserie Medcezir gecastet. Außerdem trat er 2015 in Mutlu Ol Yeter auf. Zwischen 2018 und 2020 setzte er seine Karriere in The Protector fort.
Karakale ist such im Theater aktiv und war in den Stücken in Der goldene Drache, Fight Night und Yuva/Home zu sehen.

## Filmografie
Filme
- 2011: Karadedeler Olayı
- 2013: Su ve Ateş
- 2017: Beginner

Serien
- 2011–2018: Beni Affet
- 2013–2014: Medcezir
- 2015: Mutlu Ol Yeter
- 2016: Tatlı İntikam
- 2017: 7 Yüz
- 2018–2020: The Protector
- 2018: Ağlama Anne
- 2020: Powrot